# Oscar Friede
Oscar Charles Friede (ur. 14 lipca 1881 w Saint Louis, zm. 14 lutego 1943 tamże) – amerykański przeciągacz liny, brązowy medalista igrzysk olimpijskich.
Był zawodnikiem klubu Southwest Turnverein z Saint Louis, który podczas igrzysk olimpijskich 1904 wystawił dwie pięcioosobowe drużyny w przeciąganiu liny. Friede jako reprezentant drugiego zespołu zdobył brązowy medal po porażce w pojedynku o 2. miejsce z pierwszym zespołem klubu z Saint Louis i wygranej rywalizacji o 3. miejsce z zawodnikami klubu New York Athletic Club.